# Tortula bombayensis
Tortula bombayensis là một loài rêu trong họ Pottiaceae. Loài này được (Müll. Hal.) Mitt. mô tả khoa học đầu tiên năm 1859.